# Christian Iguacel
Christian Iguacel y Garcia (Barbastro, 2 mei 1996) is een Belgische atleet, die gespecialiseerd is in de sprint. Hij veroverde in 2024 de wereldindoortitel op de 4 × 400 m estafette en maakte deel uit van het team dat later dat jaar in deze discipline Europees kampioen werd. In België veroverde hij vier titels.

## Biografie
Iguacel was als junior vooral actief op de 400 m. In 2015 nam hij op de 4 x 400 m estafette deel aan de Europese kampioenschappen U20 in Eskilstuna. Hij werd met de Belgische ploeg vijfde in de finale. In 2017 werd hij voor het eerst Belgisch indoorkampioen op de 200 m. Later dat jaar veroverde hij met een persoonlijk record op de 400 m een plaats in het Belgisch estafetteteam op de 4 x 400 m voor de Europese kampioenschappen U23 in Bydgoszcz. Opnieuw werd hij vijfde in de finale.
Het jaar 2024 was een hoogtepunt in de loopbaan van Iguacel. Tijdens het indoorseizoen veroverde hij op de WK indoor in Glasgow samen Jonathan Sacoor, Alexander Doom en Dylan Borlée op de 4 × 400 m de titel in 3.02,54. In het buitenseizoen maakte hij op de EK in Rome deel uit van het 4 × 400 m estafetteteam dat zich in de series kwalificeerde voor de finale. Vervolgens snelden Jonathan Sacoor, Robin Vanderbemden, Dylan Borlée en Alexander Doom in 2.59,84 naar de overwinning.
Iguacel was aangesloten bij Atletiekvereniging Kontich Aartselaar (AVKA) en stapte in 2017 over naar Atletiekclub Lyra, dat na een fusie Atletiekvereniging Lyra-Lierse werd. Hij traint bij VMB, het trainingsteam van Lieve Van Mechelen en Kristof Beyens.

## Kampioenschappen

### Internationale kampioenschappen
| Onderdeel | Titel                | Jaar |
| --------- | -------------------- | ---- |
| 4 × 400 m | Wereldindoorkampioen | 2024 |
| 4 x 400 m | Europees kampioen    | 2024 |

### Belgische kampioenschappen
Outdoor
| Onderdeel | Jaar |
| --------- | ---- |
| 400 m     | 2020 |

Indoor
| Onderdeel | Jaar       |
| --------- | ---------- |
| 200 m     | 2017, 2023 |
| 400 m     | 2024       |

## Persoonlijke records
Outdoor
| Onderdeel | Prestatie | Wind     | Datum           | Plaats    |
| --------- | --------- | -------- | --------------- | --------- |
| 200 m     | 21,25 s   | -1,0 m/s | 14 mei 2022     | Huesca    |
| 300 m     | 33,07 s   |          | 5 augustus 2023 | Kessel-Lo |
| 400 m     | 45,66 s   |          | 12 april 2025   | Gaborone  |

Indoor
| Onderdeel | Prestatie | Datum            | Plaats |
| --------- | --------- | ---------------- | ------ |
| 200 m     | 20,90 s   | 19 februari 2023 | Gent   |
| 300 m     | 33,06 s   | 16 februari 2025 | Gent   |
| 400 m     | 46,70 s   | 22 februari 2025 | Madrid |

## Palmares

### 200 m
- 2016:  BK indoor AC – 21,72
- 2016:  BK AC – 21,75 s
- 2017:  BK indoor AC – 21,62 s
- 2018:  BK indoor AC – 21,80 s
- 2023:  BK indoor AC – 21,62 s

### 400 m
- 2020:  BK AC – 46,80 s
- 2021:  BK indoor AC – 47,16 s
- 2021: 7e in ½ fin. EK indoor in Toruń – 47,78 s (47,07 s in reeks)
- 2024:  BK indoor AC – 47,24 s

### 4 x 400 m
- 2015: 5e EK U20 ine Eskistuna – 3.14,12
- 2017: 5e EK U23 in Eskistuna – 3.06,45
- 2024:  WK indoor in Glasgow – 3.02,54
- 2024:  EK in Rome – 2.59,84[4]
- 2025:  EK indoor – 3.05,18

### 4 x 400 m gemengd
- 2022: 7e in serie WK in Eugene – 3.16,01
- 2025:  EK indoor – 3.16,19